# 丸瀬布
丸瀬布（まるせっぷ）は北海道紋別郡遠軽町にある地名。町字名としては旧丸瀬布町域の字名に冠される。

## 概要
狭義の「丸瀬布」は旧丸瀬布町の役場や丸瀬布駅が置かれた市街を指すが、丸瀬布町他の新設合併により誕生した遠軽町（新）では、旧丸瀬布町の町字に関しては、すべて丸瀬布を冠した名称に変更されている。

### 地名の由来
現市街の上手のはずれで湧別川にそそぐ支流、丸瀬布川のアイヌ語名「マウレセㇷ゚」に由来するが、語義不明となっている。
一説には「（小さい小川の集まってできた）広い処」の意とされる。

### 丸瀬布を冠した遠軽町の町字
旧丸瀬布町の13の町字に冠される。
| 現町字名     | よみ                   | 旧町字名 |
| ------------ | ---------------------- | -------- |
| 丸瀬布金山   | まるせっぷかなやま     | 金山     |
| 丸瀬布上丸   | まるせっぷかみまる     | 上丸     |
| 丸瀬布上武利 | まるせっぷかみむりい   | 上武利   |
| 丸瀬布新町   | まるせっぷしんまち     | 新町     |
| 丸瀬布大平   | まるせっぷたいへい     | 大平     |
| 丸瀬布天神町 | まるせっぷてんじんまち | 天神町   |
| 丸瀬布中町   | まるせっぷなかまち     | 中町     |
| 丸瀬布西町   | まるせっぷにしまち     | 西町     |
| 丸瀬布東町   | まるせっぷひがしまち   | 東町     |
| 丸瀬布水谷町 | まるせっぷみずたにまち | 水谷町   |
| 丸瀬布南丸   | まるせっぷみなみまる   | 南丸     |
| 丸瀬布武利   | まるせっぷむりい       | 武利     |
| 丸瀬布元町   | まるせっぷもとまち     | 元町     |